# 積分器
積分器（せきぶんき、Integrator）とは、積分の計算に用いる機器のこと。
最も単純な積分器の例として、水の流量をある時間間隔で積分するには、水流を何らかの容器に指定された時間だけ溜め、その量を測ればよい。逆に一定の流量を持つ水流を利用すれば、経過した時間を測定できる。

## 信号処理における積分器（積分回路）
電子工学での積分回路は、時系列信号の積分を行う。一次ローパスフィルタをこの用途に使うことができ、連続信号（アナログ）でも近似的に離散信号（デジタル）でも使うことができる。積分回路はローパスフィルタとしての機能もあるが、オフセットを与えることでシステムの限界まで入力された値を累算する（限界に達するとオーバーフローする）。
オペアンプによる積分回路も参照。

## コンピュータシミュレーションにおける積分器
計算物理学でのシミュレーション（数値予報、分子動力学法、フライトシミュレーション、油層シミュレーション、防音壁設計、建築音響、電子回路シミュレーションなど）では、離散的な時間ごとに計算された値から連続的な変化を得るために積分器が使われる。
コンピュータシミュレーションでは様々な手法が使われる。最も基本的で大雑把な数値積分としてオイラー法がある。より正確な数値積分としてベルレ法や、さらに正確なルンゲ＝クッタ法がある。